# Svetskommissionen
Svetskommissionen är en teknisk branschorganisation för opartisk samverkan mellan företag, institutioner och myndigheter med verksamhet inom svetsning och annan sammanfogning. Syftet är att bidra till fogningsteknikens utveckling i Sverige. Organisationen bildades 1931 av Kungliga Ingenjörsvetenskapsakademien.
Svetskommissionen ansvarar på SIS uppdrag för svetsstandardiseringen i Sverige.
Svetskommissionen ansvarar för det internationella utbildningssystemet (International Institute of Welding och European Welding Federation for Welding, Joining and Cutting) i Sverige. Utbildningarna är på gymnasienivå det som i folkmun kallas IW-svetsare eller yrkessvetsare. För yrkesverksamma finns diplomutbildningarna IWS (International svetsspecialist), IWT (International svetstekniker) och IWE (Internationell svetsingenjör). I ansvaret ligger att godkänna utbildarna, att förrätta examineringen och att utfärda diplom.
I begreppet fogningsteknik ingår all sammanfogning för metalliska material och plast, t.ex. svetsning, mekanisk sammanfogning och limning.
Svetskommissionen tillsammans med Svetstekniska föreningen ger ut tidningen Svetsen med en upplaga på cirka 3 000 exemplar, men den har genom sitt distributionssätt en räckvidd på 10 000 läsare. Tidningen distribueras till företag som är medlemmar i Svetskommissionen, privatpersoner som är medlemmar i Svetstekniska föreningen, svenska yrkessvetsutbildningar och prenumeranter. Tidningen har en digital utgåva. Chefredaktör och ansvarig utgivare sedan 2020 är Jens Nyström.